# شنشيلة طويلة الذيل
شنشيلة طويلة الذيل أو الشنشيلة التشيلية أو الشنشيلة الساحلية أو الشنشيلة المألوفة أو الشنشيلة الصغيرة (الاسم العلمي: Chinchilla lanigera) (بالإنجليزية: Long-tailed chinchilla)‏ هي نوع من القوارض تتبع جنس الشنشيلة من فصيلة الشنشيلات. تواجد المجموعات البرية في اللانيجيرا في أوكو بالقرب من إيولابيل، رافي ريجيون في تشيلي وفي Reserva Nacional Las Chinchillas وفي لا هيجويرا على بعد حوالي 100 كم شمال كوكيمبو.
وأفيد تواجد الشنشيلة التشيلية في تالكا في تشيلي وتصل شمالا إلى بيرو وشرقا إلى التلال الساحلية التشيلية في جميع أنحاء الجبال المنخفضة. لم يعد يتم العثور على الشنشيلة التشيلية إلى الجنوب من نهر تشوابا Choapa منذ منتصف القرن التاسع عشر.